# Кримська Слудка
Кримська Слу́дка (рос. Крымская Слудка) — село в Кізнерському районі Удмуртії, Росія.

## Населення
Населення становить 226 осіб (2010, 293 у 2002).
Національний склад (2002):
- росіяни — 88 %

## Урбаноніми[3]
- вулиці — Березова, Квіткова, Кленова, Клубна, Лучна, Мала, Молодіжна, Набережна, Овражна, Нова, Південна, Польова, Річкова, Садова, Тополина, Шкільна, Ювілейна
- провулки — Шкільний

## Історія
За переказами перша церква була збудована тут у середині XVI століття. 1745 року було отримано дозвіл на перебудову храму, нова будівля була освячена 27 червня 1764 року. 1832 року був збудований новий кам'яний храм. 1840 року при церкві була відкрита парафіяльна школа. Під час Громадянської війни 1919 року в селі проходили бої. 1930 року був заарештований священик, його будинок конфіскований для потреб школи. Через рік його звільнили, а 1937 року заарештували вдруге. 1940 року була закрита церква.
До 1921 року село входило до складу Староятчинської волості Єлабузького повіту В'ятської губернії. Після утворення Вотської АО, село відійшло до її складу. В 1924—1929 роках Кримська Слудка входила до складу Троцької волості. 1929 року в результаті районування волость була ліквідована, село відійшло до Граховського району. В 1935–1956 роках село було у складі Бемизького району, а після його ліквідації — у складі Кізнерського.

## Відомі люди
У селі народився Савін Микола Семенович, Герой Радянського Союзу.